# NBA All-Star Game 2012
Das NBA All-Star Game 2012 fand am 26. Februar 2012 im Rahmen des All-Star-Weekends in Orlando (Florida) statt. Das 61. All-Star Game wurde im Amway Center, der Heimstätte der Orlando Magic, ausgetragen. Die Vergabe des All-Star Games nach Orlando wurde am 4. Mai 2010 von Commissioner David Stern bekanntgegeben. Es war nach 1992 das zweite Mal, dass das All-Star Game in Orlando stattfand.
Das Team der Western Conference gewann mit 152:149 gegen das Team der Eastern Conference. Kevin Durant wurde mit 36 Punkten und 7 Rebounds zum MVP des All-Star Games gewählt. Dwyane Wade war mit 24 Punkten, 10 Rebounds und 10 Assists der dritte Spieler nach Michael Jordan und LeBron James, der in einem All-Star Game ein triple-double erzielte und Kobe Bryant überholte Michael Jordan auf der All-Time Scoring List in All-Star Games.

## All-Star Game

### Trainer
Head Coaches der beiden All-Star-Teams sind traditionell die Trainer, deren Mannschaft zwei Wochen vor dem Spiel die jeweilige Conference anführt. Für das Team der Western Conference war Scott Brooks von den Oklahoma City Thunder und für die Eastern Conference Tom Thibodeau von den Chicago Bulls zuständig.

### Kader
Die Spieler (zwei Guards, zwei Forwards und ein Center pro Conference), die per Fan-Abstimmung die meisten Stimmen erhielten, dürfen in die Starting Five. Nach der Wahl suchen die 30 Head Coaches der NBA-Clubs weitere sieben Spieler für das Team ihrer Conference aus (zwei Guards, zwei Forwards, einen Center zwei weitere positionsunabhängige Spieler), sodass insgesamt 24 Spieler bei diesem Event teilnehmen.
| Pos.          | Spieler           | Mannschaft             | Nominierung | Stimmen   |
| Starter       | Starter           | Starter                | Starter     | Starter   |
| ------------- | ----------------- | ---------------------- | ----------- | --------- |
| PG            | Chris Paul        | Los Angeles Clippers   | 5.          | 1 138 743 |
| SG            | Kobe Bryant       | Los Angeles Lakers     | 14.         | 1 555 479 |
| SF            | Kevin Durant      | Oklahoma City Thunder  | 3.          | 1 345 566 |
| PF            | Blake Griffin     | Los Angeles Clippers   | 2.          | 876 451   |
| C             | Andrew Bynum      | Los Angeles Lakers     | 1.          | 1 051 945 |
| Ersatzspieler |                   |                        |             |           |
| PG            | Tony Parker       | San Antonio Spurs      | 4.          | unbekannt |
| PG            | Steve Nash        | Phoenix Suns           | 8.          | 276 268   |
| PG            | Russell Westbrook | Oklahoma City Thunder  | 2.          | 262 186   |
| PF            | Dirk Nowitzki     | Dallas Mavericks       | 11.         | 468 435   |
| PF            | LaMarcus Aldridge | Portland Trail Blazers | 1.          | 279 500   |
| PF            | Kevin Love        | Minnesota Timberwolves | 2.          | 373 880   |
| C             | Marc Gasol        | Memphis Grizzlies      | 1.          | 285 525   |

| Pos.          | Spieler         | Mannschaft         | Nominierung | Stimmen   |
| Starter       | Starter         | Starter            | Starter     | Starter   |
| ------------- | --------------- | ------------------ | ----------- | --------- |
| PG            | Derrick Rose    | Chicago Bulls      | 3.          | 1 514 723 |
| SG            | Dwyane Wade     | Miami Heat         | 8.          | 1 334 223 |
| SF            | LeBron James    | Miami Heat         | 8.          | 1 360 680 |
| PF            | Carmelo Anthony | New York Knicks    | 5.          | 1 041 290 |
| C             | Dwight Howard   | Orlando Magic      | 6.          | 1 600 390 |
| Ersatzspieler |                 |                    |             |           |
| PG            | Deron Williams  | New Jersey Nets    | 3.          | 208 697   |
| PG            | Rajon Rondo*    | Boston Celtics     | 3.          | 547 110   |
| SF            | Paul Pierce     | Boston Celtics     | 10.         | 215 020   |
| SF            | Andre Iguodala  | Philadelphia 76ers | 1.          | unbekannt |
| SF            | Luol Deng       | Chicago Bulls      | 1.          | 276 205   |
| PF            | Chris Bosh      | Miami Heat         | 7.          | 324 605   |
| C             | Roy Hibbert     | Indiana Pacers     | 1.          | unbekannt |
| Verletzt      |                 |                    |             |           |
| SG            | Joe Johnson     | Atlanta Hawks      | 6.          | 66 145    |

* Rajon Rondo wurde von Commissioner David Stern als Ersatz für den verletzten Joe Johnson nachnominiert.

### Statistiken
|              | POS | MIN   | FGM-A  | 3PM-A | FTM-A | OFF | DEF | TOT | AST | PF | ST | TO | BS | BA | PTS |
| ------------ | --- | ----- | ------ | ----- | ----- | --- | --- | --- | --- | -- | -- | -- | -- | -- | --- |
| K. Durant    | F   | 37:23 | 14-25  | 3-8   | 5-7   | 3   | 4   | 7   | 3   | 0  | 3  | 2  | 0  | 1  | 36  |
| B. Griffin   | F   | 31:26 | 9-12   | 1-2   | 3-6   | 3   | 5   | 8   | 3   | 3  | 2  | 1  | 0  | 0  | 22  |
| A. Bynum     | C   | 05:31 | 0-3    | 0-1   | 0-0   | 1   | 2   | 3   | 1   | 0  | 1  | 0  | 1  | 1  | 0   |
| K. Bryant    | G   | 34:48 | 9-17   | 2-5   | 7-8   | 0   | 1   | 1   | 1   | 2  | 2  | 1  | 0  | 0  | 27  |
| C. Paul      | G   | 30:57 | 3-7    | 2-5   | 0-0   | 0   | 5   | 5   | 12  | 1  | 1  | 2  | 0  | 0  | 8   |
| D. Nowitzki  |     | 13:44 | 3-8    | 1-5   | 0-0   | 2   | 2   | 4   | 1   | 1  | 0  | 0  | 0  | 0  | 7   |
| R. Westbrook |     | 27:31 | 10-17  | 1-4   | 0-2   | 5   | 0   | 5   | 2   | 3  | 2  | 1  | 0  | 0  | 21  |
| K. Love      |     | 18:24 | 7-12   | 2-4   | 1-3   | 2   | 5   | 7   | 1   | 0  | 3  | 1  | 0  | 1  | 17  |
| T. Parker    |     | 12:16 | 3-5    | 0-0   | 0-0   | 1   | 1   | 2   | 4   | 0  | 0  | 1  | 0  | 1  | 6   |
| M. Gasol     |     | 13:32 | 2-5    | 0-0   | 0-0   | 1   | 2   | 3   | 0   | 2  | 0  | 1  | 0  | 0  | 4   |
| L. Aldridge  |     | 09:48 | 2-5    | 0-0   | 0-0   | 0   | 1   | 1   | 1   | 0  | 0  | 0  | 0  | 0  | 4   |
| S. Nash      |     | 04:40 | 0-0    | 0-0   | 0-0   | 0   | 0   | 0   | 4   | 0  | 0  | 1  | 0  | 0  | 0   |
| Gesamt       |     | 240   | 62-116 | 12-34 | 16-26 | 18  | 28  | 46  | 33  | 12 | 14 | 11 | 1  | 4  | 152 |

|             | POS | MIN   | FGM-A  | 3PM-A | FTM-A | OFF | DEF | TOT | AST | PF | ST | TO | BS | BA | PTS |
| ----------- | --- | ----- | ------ | ----- | ----- | --- | --- | --- | --- | -- | -- | -- | -- | -- | --- |
| C. Anthony  | F   | 30:20 | 7-15   | 0-3   | 5-7   | 4   | 5   | 9   | 0   | 0  | 2  | 0  | 0  | 0  | 19  |
| L. James    | F   | 32:09 | 15-23  | 6-8   | 0-0   | 0   | 6   | 6   | 7   | 2  | 0  | 4  | 0  | 0  | 36  |
| D. Howard   | C   | 31:10 | 4-9    | 0-4   | 1-2   | 5   | 5   | 10  | 3   | 4  | 0  | 1  | 1  | 1  | 9   |
| D. Wade     | G   | 32:54 | 11-15  | 0-1   | 2-2   | 3   | 7   | 10  | 10  | 4  | 2  | 4  | 0  | 0  | 24  |
| D. Rose     | G   | 18:17 | 6-8    | 2-2   | 0-0   | 1   | 0   | 1   | 3   | 1  | 0  | 2  | 0  | 0  | 14  |
| L. Deng     |     | 05:51 | 0-2    | 0-0   | 0-0   | 0   | 0   | 0   | 1   | 0  | 0  | 0  | 0  | 0  | 0   |
| R. Hibbert  |     | 10:11 | 1-3    | 0-0   | 1-1   | 1   | 2   | 3   | 1   | 0  | 0  | 0  | 0  | 0  | 3   |
| R. Rondo    |     | 15:34 | 1-3    | 0-0   | 0-0   | 0   | 2   | 2   | 8   | 1  | 0  | 4  | 0  | 0  | 2   |
| P. Pierce   |     | 11:07 | 1-8    | 1-4   | 0-0   | 1   | 1   | 2   | 0   | 1  | 0  | 2  | 1  | 0  | 3   |
| C. Bosh     |     | 20:08 | 3-9    | 1-2   | 0-0   | 1   | 1   | 2   | 1   | 2  | 2  | 1  | 1  | 0  | 7   |
| A. Iguodala |     | 14:11 | 6-7    | 0-1   | 0-0   | 1   | 3   | 4   | 2   | 0  | 1  | 1  | 1  | 0  | 12  |
| D. Williams |     | 18:08 | 8-11   | 4-7   | 0-0   | 1   | 2   | 3   | 4   | 2  | 1  | 0  | 0  | 0  | 20  |
| Gesamt      |     | 240   | 63-113 | 14-32 | 9-12  | 18  | 34  | 52  | 40  | 17 | 8  | 19 | 4  | 1  | 149 |

## Weitere Veranstaltungen des Wochenendes
Die Gewinner der jeweiligen Wettbewerbe sind fett markiert.

### BBVA Rising Stars Challenge
Die Rookie Challenge aus den Vorjahren, in denen jeweils die besten Rookies und Sophomores der NBA aufeinandertrafen, wurde in diesem Jahr durch ein neues Format, der BBVA Rising Stars Challenge, ersetzt. Dabei nahmen die TNT-Analysten Charles Barkley und Shaquille O’Neal die Rolle der General Manager ein und stellten aus einer von Assistenztrainern der NBA-Clubs ausgewählten Menge von Rookies und Sophomores jeweils eine Mannschaft aus zehn Spielern zusammen, die dann gegeneinander antraten. „Team Chuck“ gewann die Partie mit 146:133, Kyrie Irving wurde zum MVP des Spiels gewählt.
| Pos. | Spieler          | Mannschaft             | Saison |
| ---- | ---------------- | ---------------------- | ------ |
| SG   | MarShon Brooks   | New Jersey Nets        | R      |
| C    | DeMarcus Cousins | Sacramento Kings       | S      |
| SF   | Paul George      | Indiana Pacers         | S      |
| SF   | Gordon Hayward   | Utah Jazz              | S      |
| PG   | Kyrie Irving     | Cleveland Cavaliers    | R      |
| SF   | Kawhi Leonard*   | San Antonio Spurs      | R      |
| PF   | Derrick Favors** | Utah Jazz              | S      |
| SF   | Evan Turner      | Philadelphia 76ers     | S      |
| PG   | John Wall        | Washington Wizards     | S      |
| SF   | Derrick Williams | Minnesota Timberwolves | R      |

| Pos. | Spieler          | Mannschaft             | Saison |
| ---- | ---------------- | ---------------------- | ------ |
| PG   | Norris Cole      | Miami Heat             | R      |
| SG   | Landry Fields    | New York Knicks        | S      |
| PF   | Blake Griffin    | Los Angeles Clippers   | S      |
| PG   | Brandon Knight   | Detroit Pistons        | R      |
| PG   | Jeremy Lin       | New York Knicks        | S      |
| C    | Greg Monroe      | Detroit Pistons        | S      |
| PF   | Markieff Morris  | Phoenix Suns           | R      |
| PG   | Ricky Rubio      | Minnesota Timberwolves | R      |
| PF   | Tristan Thompson | Cleveland Cavaliers    | R      |
| PG   | Kemba Walker     | Charlotte Bobcats      | R      |

* Kawhi Leonard war Teil der Mannschaft, konnte aber auf Grund einer Verletzung nicht mitspielen.
** Derrick Favors ersetzte den verletzten Tiago Splitter.

### Sprite Slam Dunk Contest
Für den Sprite Slam Dunk Contest gab es in diesem Jahr ebenfalls ein neues Format. Der Wettbewerb hatte nur eine Runde, bei der die Teilnehmer abwechselnd jeweils drei Dunkings vortrugen. Die Fans durften, nachdem alle Teilnehmer ihren ersten Dunking vorgeführt hatten, per Twitter, SMS oder nba.com abstimmen, wer der Gewinner sein soll.
Eine Jury, die die Dunkings bewertet, gab es im Gegensatz zu den Vorjahren nicht mehr.
| Name             | Mannschaft             | Größe  | Stimmen |
| ---------------- | ---------------------- | ------ | ------- |
| Jeremy Evans*    | Utah Jazz              | 2,06 m | 29 %    |
| Chase Budinger   | Houston Rockets        | 2,01 m | 28 %    |
| Paul George      | Indiana Pacers         | 2,03 m |         |
| Derrick Williams | Minnesota Timberwolves | 2,03 m |         |

* Jeremy Evans ersetzte den verletzten Iman Shumpert.

### Foot Locker Three-Point Shootout
Der Foot Locker Three-Point Shootout ist eine weitere Veranstaltung beim All-Star-Weekend. Dabei gibt es fünf Stationen, die um die Dreipunktelinie verteilt sind. Jede Station enthält fünf Bälle. Die ersten vier Bälle zählen einen Punkt. Der letzte Ball ist der Moneyball, der zwei Punkte zählt. Die Spieler haben eine Minute Zeit so viele Punkte wie möglich zu erzielen. Die drei besten Werfer aus der Vorrunde treten in der Finalrunde gegeneinander an.
| Name           | Team                   | Dreierquotex | Vorrunde | 24" Stechen | Finalrunde | 60" Stechen |
| -------------- | ---------------------- | ------------ | -------- | ----------- | ---------- | ----------- |
| James Jones    | Miami Heat             | 42,0         | 22       | -           | 12         | -           |
| Kevin Durant*  | Oklahoma City Thunder  | 36,7         | 20       | -           | 16         | 14          |
| Kevin Love     | Minnesota Timberwolves | 34,8         | 18       | 5           | 16         | 17          |
| Mario Chalmers | Miami Heat             | 46,5         | 18       | 4           | —          | —           |
| Ryan Anderson  | Orlando Magic          | 44,0         | 17       | —           | —          | —           |
| Anthony Morrow | New Jersey Nets        | 40,2         | 14       | —           | —          | —           |

x Wurfquote von der Dreipunktelinie von Beginn der Saison 2011/2012 bis zum 23. Februar 2012.
* Kevin Durant ersetzte den verletzten Joe Johnson.

### Taco Bell Skills Challenge
Beim Taco Bell Skills Challenge geht es um individuelle Geschicklichkeit mit dem Ball. Dabei muss ein Spieler so schnell wie möglich Körbe werfen, Korbleger machen, passen und um Hindernisse dribbeln.
Die drei schnellsten Teilnehmer aus der Vorrunde treten in der Finalrunde gegeneinander an.
| Name              | Mannschaft            | Vorrunde | Finalrunde |
| ----------------- | --------------------- | -------- | ---------- |
| Deron Williams    | New Jersey Nets       | 28,3     | 41,4       |
| Tony Parker       | San Antonio Spurs     | 29,2     | 32,8       |
| John Wall         | Washington Wizards    | 32,8     | 34,6       |
| Rajon Rondo*      | Boston Celtics        | 32,8     | -          |
| Russell Westbrook | Oklahoma City Thunder | 33,8     | -          |
| Kyrie Irving      | Cleveland Cavaliers   | 42,2     | -          |

* Rajon Rondo ersetzte den verletzten Stephen Curry.

### Haier Shooting Stars
Die Haier Shooting Stars Competition Teams setzen sich immer aus einem aktiven NBA-Spieler, einem ehemaligen Spieler und einer Spielerin aus den WNBA zusammen. Ziel ist es, dass alle Teammitglieder aus sechs Wurfstationen verschiedener Schwierigkeit möglichst schnell treffen. Sobald ein Spieler trifft kann der nächste Spieler zu dieser Station aufrücken. Jede Mannschaft hat maximal zwei Minuten Zeit um alle Stationen zu absolvieren.
| Stadt/Bundesstaat | Team-Mitglieder   | Team                     | Vorrunde | Finalrunde |
| ----------------- | ----------------- | ------------------------ | -------- | ---------- |
| New York          | Landry Fields     | New York Knicks          | 38,7     | 37,3       |
| New York          | Cappie Pondexter  | New York Liberty         | 38,7     | 37,3       |
| New York          | Allan Houston     | New York Knicks (ehem.)  | 38,7     | 37,3       |
| Texas             | Chandler Parsons  | Houston Rockets          | 42,7     | 47,6       |
| Texas             | Sophia Young      | San Antonio Silver Stars | 42,7     | 47,6       |
| Texas             | Kenny Smith       | Houston Rockets (ehem.)  | 42,7     | 47,6       |
| Atlanta           | Jerry Stackhouse* | Atlanta Hawks            | 55,3     | —          |
| Atlanta           | Lindsey Harding   | Atlanta Dream            | 55,3     | —          |
| Atlanta           | Steve Smith       | Atlanta Hawks (ehem.)    | 55,3     | —          |
| Orlando           | Jameer Nelson     | Orlando Magic            | 1:04     | —          |
| Orlando           | Marie Ferdinand   | Phoenix Mercury          | 1:04     | —          |
| Orlando           | Dennis Scott      | Orlando Magic (ehem.)    | 1:04     | —          |

* Jerry Stackhouse ersetzte den verletzten Joe Johnson.